# كاردينال أصفر
الكاردينال الأصفر (الاسم العلمي: Gubernatrix cristata)، هو نوع أحادي الطراز من الطيور يتبع فصيلة التناجريات ضمن رتبة العصفوريات. تستوطن الأرجنتين والباراغواي والأوروغواي والبرازيل. وهي من الطيور المُهددة بالانقراض.